# Зейдель, Иван Карлович
Иван Карлович Зейдель (1824—1868) — капитан-лейтенант Русского императорского флота, военный писатель и историк.

## Биография
Иван Зейдель родился в 1824 году. 29 мая 1839 года поступил на военную службу юнкером в Балтийский флот. Служил на корабле «Император Александр I». Получив 25 июня 1842 года чин мичмана, он через два года, 14 июня 1844 года, уволился от службы с производством в чин лейтенанта.
14 декабря 1845 года Зейдель определился на гражданскую службу в департамент Министерства юстиции Российской империи. 20 декабря 1845 года произведён в чин губернского секретаря, а 17 мая 1846 года уволен от службы. 27 марта 1847 года поступил на службу в департамент сельского хозяйства, а 14 марта 1848 года вновь уволился от службы. 
12 октября 1849 года И. К. Зейдель вернулся на морскую службу с прежним чином мичмана, состоял в прикомандировании к Кронштадтскому порту. В 1850 году прикомандирован к комитету по пересмотру морских уставов. 31 октября 1851 года произведён в лейтенанты, а в следующем году награждён бриллиантовым перстнем.
4 мая 1853 года состоялось прикомандирование Зейделя к морскому учёному комитету, а 25 июня того же года — в распоряжение председателя морского аудиториата вице-адмирала Мелихова для работы в комиссии о сметах морского министерства. 3 ноября 1853 года прикомандирован к комитету составления нового портового регламента. Награждён орденом Святой Анны 3-й степени. 
Во время Крымской войны, Иван Карлович Зейдель командовал сперва канонерскими лодками у острова Рунсала, после чего — береговой батареей на этом острове, и 10 августа 1854 года участвовал в сражении с неприятельскими пароходами. 
В 1859 году был капитаном парохода «Быстрый», а в 1861 году — на брантвахте большого невского фарватера. 
1 января 1862 года был произведён в капитан-лейтенанты с зачислением по резервному флоту. 
Иван Карлович Зейдель умер 10 (22) августа 1868 года.
Занимаясь изучением морской истории, И. Зейдель написал довольно много исторических статей, помещенных им в «Морском сборнике» за 1857—1866 гг., как-то: «Исторический очерк судов русского флота», «Очерк истории морского устава, изданного при Петре Великом», «Снаряжение 1-й дальней экспедиции в царствование Петра Великого», «Описание войны между Россией и Швецией в Финляндии в 1741—43 гг.», «О предрассудках и суеверии моряков» и весьма подробные и обстоятельные биографии адмиралов Л. Ф. Богдановича, В. И. Мелихова, вице-адмиралов А. К. Давыдова и И. А. Куприянова и контр-адмирала И. А. Мартьянова. Кроме того, в «Кронштадтском вестнике» им была помещена обширная статья под заглавием: «Список главных командиров Кронштадтского порта», за все время его существования.